# Hermán Brady
Hermán Julio Brady Roche (* 1919; † 16. Mai 2011 in Santiago de Chile) war ein chilenischer Generalmajor und Politiker, der zu den Hauptinitiatoren des Militärputsches vom 11. September 1973 gehörte. Er war während der Militärdiktatur unter General Augusto Pinochet unter anderem zwischen 1975 und 1978 Verteidigungsminister und danach von 1978 bis 1990 Präsident der Nationalen Energiekommission CNE (Comisión Nacional de Energía de Chile). Beim Putsch vom 11. September 1973 spielte er zusammen mit General Sergio Arellano Stark eine maßgebliche Rolle bei den militärischen Aktionen in Santiago de Chile. 

## Leben

### Militärische Laufbahn, erste Verschwörungen und Beförderung zum Brigadegeneral
Brady, Sohn einer aus den USA stammenden Mutter, trat nach dem Schulbesuch in den Militärdienst ein und wurde zum Offizier der Infanterie ausgebildet. 1949 absolvierte er einen Lehrgang für Infanterieoffiziere am US Army Infantry Center in Fort Benning, den er mit Auszeichnung abschloss. Nach verschiedenen Verwendungen als Offizier übernahm er 1961 Professur für Militärgeschichte und Strategie an der Kriegsakademie (Academia de Guerra Militar). Danach wurde er Kommandeur des Regimentes Tucapel in Temuco, ehe er anschließend von 1967 bis 1968 Absolvent und danach zwischen 1968 und 1969 selbst Instrukteur am Inter-American Defense College (IADC) in Washington, D.C. war.
Nach seiner Rückkehr nach Chile gehörte er im Oktober 1969 zu den mutmaßlichen Beteiligten, als General Roberto Urbano Viaux Marambio während der Amtszeit von Staatspräsident Eduardo Frei die Kaserne des Regimentes Tacna in Santiago de Chile besetzte, und dadurch eine ernsthafte politisch-militärische Krise auslöste. Im Oktober 1970 gehörte Brady abermals zu den mutmaßlichen Mitwissern von General Viaux, als dieser mit Unterstützung der USA die Wahl Salvador Allendes zum Staatspräsidenten verhindern wollte. Dabei kam es auch zur Entführung und späteren Erschießung des damaligen Oberbefehlshabers des Heeres, General René Schneider Chereau, der treu zur Verfassung Chiles stand und eine faire Präsidentschaftswahl unterstützte. Brady war dabei Unterhändler Schneiders, laut späteren Angaben aber auch ein Freund von Viaux und in dessen Pläne eingeweiht.
Danach wurde Brady 1970 zunächst Direktor der Unteroffiziersschule des Heeres (Escuela de Suboficiales del Ejército) sowie anschließend Befehlshaber der in Iquique stationierten 5. Heeresdivision. Aufgrund seiner familiären Herkunft und seiner zahlreichen Lehrgänge verfügte er über intensive Beziehungen zu den USA. 
Im Januar 1971 verweigerte der Senat die Zustimmung zur Beförderung Bradys zum Brigadegeneral. Erst nach einer unmittelbaren Intervention von Verteidigungsminister José Tohá González bei Staatspräsident Salvador Allende wurde er schließlich zum Brigadegeneral befördert und im März 1972 zum Direktor der Kriegsakademie ernannt. In den ersten Amtsjahren Allendes gehörte er zu jenen fünf Generalen des Heeres, die loyal zur Verfassung standen, während er später, ebenso wie die Generale Pinochet und Orlando Urbina Herrera, nur vorgab, loyal zur Verfassung sowie zum Präsidenten zu stehen.

### Haltung zu Allende und Vorbereitung des Militärputsches vom 11. September 1973
Auch in der Öffentlichkeit galt er als Militärperson Allendes, zumal er noch im Januar 1973 auf Einladung der Regierung der Sowjetunion einen Lehrgang an der Militärakademie des Generalstabes der Sowjetischen Streitkräfte absolviert hatte.
Im unmittelbaren Zeitraum vor dem Putsch von 1973 bezog Brady eine zweideutige Position innerhalb der Generalität. Beispielhaft dafür war seine wechselhafte Haltung während der Krise im Oberkommando als die Frauen mehrerer aktiver Generale wie Sergio Arellano Stark, Sergio Ñuño Bawden, Óscar Bonilla Bradanovic und Javier Palacios Ruhmann den Oberbefehlshaber des Heeres, General Carlos Prats González, kritisierten, was Brady als einen Akt des Aufruhrs bezeichnete. Auf der darauf folgenden Sitzung der Generalität erklärten lediglich General Mario Sepúlveda Squella, Befehlshaber der 2. Heeresdivision, sowie Guillermo Pickering, Kommandant der Militärinstitute, gegenüber dem kommissarischen Oberbefehlshaber des Heeres Pinochet ihren Rücktritt aus dem aktiven Militärdienst, um ihre Solidarität mit General Prats zu bekunden. Ansonsten gab es keinerlei Reaktion aus dem Generalkorps. Zwei Tage später wurde Pinochet offiziell Nachfolger von Prats als Oberbefehlshaber des Heeres, während Brady Nachfolger Sepúlvedas als Befehlshaber der 2. Heeresdivision sowie Kommandant der Garnison Santiago de Chile wurde.
Bereits in den Monaten vor dem Putsch gehörte Brady tatsächlich zu den Hauptverschwörern, die sich trafen, um den Staatsstreich vorzubereiten. Die Treffen fanden in einem Haus in Lo Curro, einem Bezirk Santiago de Chiles, statt, das Jorge Gamboa gehörte, einem Cousin von General Arellano Stark. Zu den ständigen Teilnehmern dieser Treffen gehörten die Heeresgenerale Sergio Arellano Stark, Washington Carrasco, César Benavides und Ernesto Baeza Michelsen, die Generale der Luftwaffe Gustavo Leigh, Nicanor Díaz Estrada und Francisco Herrera Latoja sowie die Admirale José Toribio Merino, Patricio Carvajal, Ismael Huerta, Sergio Huidobro und Hugo Castro Jiménez. Später nahmen die Generale der Carabineros, Arturo Yovane und César Mendoza, an diesen Treffen teil.
In einem Gespräch mit Verteidigungsminister Orlando Letelier am 7. September 1973 äußerte Prats seine Zweifel bezüglich der Loyalität Bradys zu Staatspräsident Allende: „Gut, Brady macht viel Aufhebens wegen seiner Freundschaft zu Präsident Allende, tatsächlich ist er jedoch eine Person, zu der ich wenig Vertrauen habe.“ (‚Bueno, Brady hace mucho alarde de su amistad con el Presidente Allende, pero realmente es una persona a la cual yo no le tendría gran confianza.‘) Er erwartete jedoch andererseits, dass sich der Bewertungsausschuss des Heeres (Junta de Calificaciones de Ejército) innerhalb der darauf folgenden 20 Tage den Rücktritt Bradys erbitten würde.

### Militärputsch vom 11. September 1973
In einem Bericht zu dem als „Tag der Entscheidung“ (‚El día decisivo‘) bezeichneten Militärputsch zeigte sich Pinochet beruhigt, dass es zu keinem Rücktritt Bradys gekommen war: „…Das Schicksal erlaubte es mir, zwei Schlüsselpositionen mit zwei Freunden zu besetzen, die mein absolutes Vertrauen hatten: Noch am gleichen Tag erfolgte der Befehl, dass Hermán Brady den Befehl über die Garnison Santiago de Chile und die 2. Heeresdivision übernehmen sollte; und der andere (César Raúl Benavides) übernahm das Kommando über die Militärinstitute. Damit war der Weg frei.“ (‚…el destino me permitió ubicar a dos de mis mejores amigos en puestos de mi más absoluta confianza. Ese mismo día se dio la orden para que asumiera la Comandancia de la Guarnición de Santiago y de la II División a Hermán Brady; y al otro (César Raúl Benavides) que tomara el mando del Comando de Institutos Militares. Con esto el camino quedaba despejado‘).
Bereits am Morgen des 11. September 1973 erhielt Präsident Allende Meldungen über verdächtige Truppenbewegungen bei den Regimentern Guardia Vieja in Los Andes und Aroncagua in San Felipe. Daraufhin bestätigte Brady als der für diese Garnisonen zuständige Befehlshaber der 2. Heeresdivision dem Präsidenten diese Truppenbewegungen. Wenig später erhielt der Präsident eine neue Nachricht, dass die Garnison Santiago de Chile ohne erkennbaren Grund vervierfacht wurde. Verteidigungsminister Orlando Letelier erhielt von Brady die Nachricht, dass dieser zuletzt den Befehl zur Verstärkung der Garnison gegeben hätte, um die Treibstoffvorräte der Hauptstadt zu schützen. Darüber hinaus behauptete Brady gegenüber dem Minister wahrheitswidrig, dass er seine Truppen zusammengezogen hätte, um gegen mögliche Exzesse wegen der Proteste des Senators Carlos Altamirano Orrego und des Abgeordneten Oscar Guillermo Carretón vorgehen zu können.
Daraufhin setzte Brady Kommandeure der Einheiten in Santiago de Chile wie folgt ein: César Benvides befahl die Truppen östlich der Avenida Vicuña Mackenna mit Hauptquartier in der Militärakademie, Sergio Arellano Stark war verantwortlich für die Einheiten in der Stadtmitte mit einem Befehlsstand auf den Hügeln westlich der Hauptstadt, nördlich des Río Mapocho war Oberst Felipe Geiger Stahr zuständig, der Kommandant des Regiments Buin, während im Süden zwischen der Avenida Departemental bis San Bernardo unter dem Befehl von Oberst Koenig von der Infanterieschule stand.

### Verteidigungsminister, Präsident der Nationalen Energiekommission und Anklage wegen Menschenrechtsverletzungen
Nach dem Tod von Óscar Bonilla Bradanovic am 3. März 1975 übernahm Brady am 7. März 1975 als dessen Nachfolger das Amt des Verteidigungsministers (Ministro de la Defensa). Er gehörte innerhalb des Kabinetts neben Innenminister Benavides zu den wichtigsten Unterstützern des Präsidenten der regierenden Militärjunta, General Pinochet. Das Amt des Verteidigungsministers bekleidete er bis zum 14. April 1978 und wurde dann durch Benavides abgelöst, dem wiederum als Innenminister Sergio Fernández Fernández folgte, der weiterhin auch Minister für Arbeit und soziale Vorsorge blieb. In der Folgezeit gab es verschiedene Presseberichte mit Spekulationen über den Grund für Bradys Abberufung als Verteidigungsminister. Der Journalist Mauricio Carvallo von der Zeitung Hoy vermutete, dass seine Entlassung mit der Ermordung des früheren Verteidigungsminister Orlando Letelier am 21. September 1976 in Washington, D.C. zusammenhing sowie der Ausweisung des Mitarbeiters des Nationalen Geheimdienstes DINA (Dirección de Inteligencia Nacional), Michael Townley, aus den USA.
Nach seinem Ausscheiden aus dem Kabinett wurde er zunächst mehrere Wochen beurlaubt und trat in diesem Zeitraum auch nicht mehr mit Uniform in der Öffentlichkeit auf. Sein Gesuch zum Ausscheiden aus dem aktiven Militärdienst wurde jedoch abgelehnt. In Interviews dieser Zeit bekundete Brady seine Loyalität zu Pinochet sowie dessen Politik und bezweifelte, dass es tatsächlich Fälle von verschwundenen Personen (Desaparecidos) gegeben hätte. Des Weiteren erklärte er, dass ihm als Verteidigungsminister die DINA nicht unterstanden hätte und er deshalb auch keine Kenntnisse von deren Aktivitäten gehabt hätte. Er bestätigte allerdings informelle Kontakte und gab zu Bedenken, dass mit der Auflösung der DINA 1977 kein politisches Problem mehr bestehen würde. Allerdings gehörte Brady zu den wichtigsten Verbündeten des damaligen Direktors der DINA, Oberst Manuel Contreras.
Erst am 8. Juni 1978 wurde Brady, den Pinochet als langjährigen Freund (‚amigo por muchos años‘) bezeichnete, zum Präsidenten der Nationalen Energiekommission CNE (Comisión Nacional de Energía de Chile) ernannt und trat diese neugeschaffene Position zum 1. Juli 1978 an. Damit wurde ein Zeichen gesetzt, dass er auch weiterhin öffentliche Ämter bekleiden sollte. Im September 1979 schied er aus dem aktiven Militärdienst aus.
Die Funktion als Präsident der Nationalen Energiekommission CNE übte er fast zwölf Jahre lang bis zu seiner Ablösung durch Jaime Tohá González am 11. März 1990 aus.
1999 wurde von einem spanischen Richter gegen 60 Offiziere und hochrangige Vertreter der Militärdiktatur Anklage wegen des Verdachts von Menschenrechtsverletzungen zu Lasten von spanischen Staatsangehörigen erhoben. Brady wurde namentlich die Beteiligung im Fall von Carmelo Soria vorgeworfen, der am 14. Juli 1976 von Agenten des Nationalen Geheimdienstes DINA entführt worden war und dessen Leichnam, der Spuren von Folterung zeigte, zwei Tage später in einem Kanal gefunden wurde. Im Mai 2001 wurde durch das 5. Zentrale Untersuchungsgericht der Audiencia Nacional de España in Madrid gegen Brady ein Internationaler Haftbefehl bei der Interpol beantragt. 2005 wurde gegen ihn darüber hinaus Anklage wegen der Beteiligung an der Erstürmung des Präsidentenpalastes La Moneda während des Militärputsches erhoben.
Brady, der verheiratet und Vater zweier Kinder war, verstarb an den Folgen eines apallischen Syndroms im Militärkrankenhaus von Santiago de Chile (Hospital Militar de Santiago del General Luis Felipe Brieba Aran).